# Heinrich Bütefisch

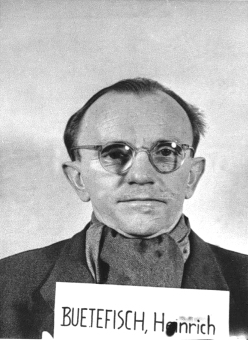
Heinrich Bütefisch während der Nürnberger Prozesse

Heinrich Wilhelm August Bütefisch (* 24. Februar 1894 in Hannover; † 13. August 1969 in Essen) war ein deutscher Chemiker und Vorstandsmitglied der I.G. Farbenindustrie AG. Im nationalsozialistischen Deutschen Reich war er Wehrwirtschaftsführer und wurde als Kriegsverbrecher während der Nürnberger Prozesse verurteilt.

## Leben
Bütefisch, Sohn eines Lehrers, begann nach dem Abschluss seiner Schullaufbahn 1911 ein Chemiestudium an der Technischen Hochschule Hannover. Als Kriegsfreiwilliger nahm er ab 1914 am Ersten Weltkrieg teil und konnte daher sein Studium erst nach Kriegsende abschließen. Seine Promotion erfolgte 1920. Anschließend war er bei der BASF tätig und im Ammoniakwerk in Merseburg beschäftigt. Er wurde 1925 Abteilungsleiter und erhielt 1927 die Prokura.
Ab 1930 war Bütefisch Leiter der Leunawerke der I. G. Farben. 1936 wurde er als Mitarbeiter Carl Krauchs in Hermann Görings Vierjahresplan Beauftragter für die Ölproduktion. Bütefisch beantragte am 5. Juli 1937 die Aufnahme in die NSDAP, wurde rückwirkend zum 1. Mai desselben Jahres aufgenommen (Mitgliedsnummer 5.771.136) und 1938 Vorstandsmitglied des Technischen Ausschusses der I.G. Farben. Zum Wehrwirtschaftsführer wurde er 1938 ernannt. Ab 1939 war er Ehrenmitglied der SS, wurde zum Obersturmbannführer befördert und gehörte dem Freundeskreis Reichsführer SS an. Später wurde er Träger des Ritterkreuzes des Kriegsverdienstkreuzes.
Außerdem war Bütefisch Aufsichtsratsmitglied der Hydrierwerke Pölitz AG (Pölitz/Pommern), der Donau Chemie AG (Wien) und der Mineralölbaugesellschaft AG (Berlin). Darüber hinaus wurde er im Jahr 1939 zum Mitglied der Leopoldina gewählt. Parallel war er ab 1941 Leiter der Treibstoffproduktion der I.G.-Farben-Fabrik im KZ Auschwitz-Monowitz und damit verantwortlich für die brutale Behandlung vieler Zwangsarbeiter. Bütefisch wurde 1945 von der US Army festgenommen.
Bütefisch wurde 1948 im I.G.-Farben-Prozess – sein Verteidiger war der ehemalige Verteidiger von Albert Speer, Hans Flächsner – wegen Kriegsverbrechen und Verbrechen gegen die Menschlichkeit zu sechs Jahren Haft verurteilt. Das Gericht sah es als unzweifelhaft erwiesen an, dass Bütefisch als Manager von IG Farben-Unternehmen direkt verantwortlich für den Einsatz von Zwangsarbeitenden (Polen, Kriegsgefangenen und KZ-Häftlingen) in den Bergwerken der Fürstengrube GmbH und bei der Errichtung des IG Farben-Werkskomplexes in Auschwitz unter durchgängig unmenschlichen Lebens- und Arbeitsbedingungen war. In Abstimmung mit der Haupttreuhandstelle Ost und der Deutschen Bank (Hauptfiliale Kattowitz) war ab 1940 ein Unternehmensgeflecht unter beherrschendem Einfluss der IG Farben geschaffen worden. Ziel dieses Geflechts war, die in der Fürstlichen Brauerei AG und der Fürstlich Plessischen Bergwerke AG neu zusammengefassten Unternehmen des Fürsten Pless zu sanieren, aber auch Strom und Kohle für das IG Farben-Werk in Auschwitz-Monowitz zu liefern. An den Standorten der Elektro AG für angewandte Elektrizität, der Bergwerke Fürstengrube, Günther-Grube und Janina-Grube sowie in Auschwitz-Monowitz wurden Zwangsarbeiterlager errichtet, um in Summe bis zu 13.000 Arbeitskräfte zur Verfügung zu haben. Die Zahl der Toten, die dem Zwangsarbeiterlager in Monowitz (seit November 1943 auch Konzentrationslager Auschwitz III genannt) aufgrund von Unfällen, Mangelernährung und fehlender Gesundheitsfürsorge vor Ort und mittelbar nach Selektionen zugerechnet werden, wird auf 20-25.000 geschätzt. Für die Zwangsarbeitslager der Kohlegruben kommen noch geschätzte 16.000 Tote hinzu. Die Kenntnis von der vorschriftswidrigen Anwendung des Schädlingsbekämpfungsmittels Zyklon B konnte keinem Angeklagten im I.G.-Farben-Prozess nachgewiesen worden.
1951 wurde Bütefisch – wie viele andere Verurteilte auch – vorzeitig aus der Haft im Kriegsverbrechergefängnis Landsberg entlassen. Anschließend war er erneut Aufsichtsratsmitglied verschiedener Firmen, wie der Ruhrchemie AG, des Mineralölunternehmens Gasolin AG und der Feldmühle.
Im März 1964 wurde Bütefisch auf Vorschlag von Hans Käding, Vorsitzender des Aufsichtsrats der Ruhrchemie AG, von Bundespräsident Heinrich Lübke das Große Verdienstkreuz des Verdienstordens der Bundesrepublik Deutschland verliehen. Befürwortet wurde der Vorschlag von der Landesvertretung Nordrhein-Westfalen des Bundesverbandes der Deutschen Industrie, der Industrie- und Handelskammer zu Essen, dem Minister für Wirtschaft, Mittelstand und Verkehr (Referent Chemie) des Landes Nordrhein-Westfalen, dem Oberstadtdirektor der Stadt Essen, dem Regierungspräsidenten Düsseldorf, dem Fachverband Kohlechemie und verwandte Gebiete e. V., den Chemischen Werken Hüls AG, der Mannesmann AG und den Einzelpersonen Karl Winnacker, Vorstandsvorsitzender der Farbwerke Hoechst AG, Heinz Reintjes, stellvertretender Hauptgeschäftsführer des Unternehmensverbands Ruhrbergbau, und Walter Dürrfeld, Vorstand der Scholven Chemie AG. Wenige Tage nach der Verleihung wurde Bütefischs Verurteilung einer größeren Öffentlichkeit durch Presseveröffentlichungen bekannt. Nach diesem „Donnerschlag in der Ordenssache Bütefisch“ wurden der Verdienstorden und die Verleihungsurkunde von Bütefisch am 27. März 1964 abends in der Staatskanzlei in Düsseldorf von Käding persönlich zurückgegeben. Es kann mit hoher Wahrscheinlichkeit angenommen werden, dass alle Beteiligten zutiefst betroffen waren. Nur eine Person, Walter Dürrfeld, hatte von Anbeginn an alle Details von Bütefischs Verurteilung gekannt, aber trotzdem die Ordensverleihung an Bütefisch schriftlich befürwortet. Dürrfeld war wie Bütefisch als Kriegsverbrecher im Nürnberger I.G.-Farben-Prozess angeklagt und 1948 verurteilt worden. Er erhielt eine Strafe von acht Jahren Haft und damit eine der höchsten Strafen, die in diesem Kriegsverbrecherprozess verhängt wurden.
Das Bundespräsidialamt hat Ende 2022 zu den damaligen Ordensverleihungen an Kriegsverbrecher Stellung bezogen: „Viel zu spät – nämlich erst seit 1965 – wurde den Ländem, in denen die Ordensprüfverfahren durchgeführt werden, verbindlich vorgegeben, dass bei vor 1927 geborenen auszuzeichnenden Personen Auskunft über das politische Verhalten in der Zeit von 1933 bis 1945 zu jedem Verleihungsvorschlag eingeholt werden muss. Dies geschah und geschieht durch Abfragen beim Berlin Document Center bzw. beim Bundesarchiv.“
Im 1. Frankfurter Auschwitzprozess trat Bütefisch als Zeuge auf.
Ab 1955 arbeitete Bütefisch auch als Berater für die Schweizer Hovag, die Holzverzuckerungs AG, die nach dem Krieg neben Ethanol als Treibstoffzusatz auch Polyamid, Napalm sowie Zünder für Waffen herstellte.
1955 gründeten die Konzerne Mannesmann AG, Farbwerke Hoechst AG und Deutsche Erdöl AG das Gemeinschaftsunternehmen Kohle-Öl-Chemie GmbH mit Sitz in Gelsenkirchen. Ab Ende 1957 wurden in einer großtechnischen Produktionsanlage monatlich 1.000 Tonnen Niederdruck-Polyethylen hergestellt. Bütefisch wurde zum Aufsichtsratsvorsitzenden dieser Gesellschaft berufen.